# 東武根古屋線
根古屋線（ねごやせん）は、かつて埼玉県比企郡小川町の小川町駅から根古屋荷扱所までを結んでいた東武鉄道の貨物線である。主に終点近くの鉱山で採掘される石灰石等を搬出するために敷設された。
終点の根古屋荷扱所からは坂本経由で皆谷（秩父郡東秩父村）まで索道が敷設されており鉱山に結ばれていた。

## 路線データ
- 管轄：東武鉄道
- 区間：小川町 - 根古屋間 4.3 km
- 軌間：1,067 mm
- 駅数：4駅 （起終点駅含む）
- 複線区間：なし（全線単線）
- 電化区間：なし（全線非電化）

## 運行形態
東武鉄道の蒸気機関車を使用して、貨車を牽引していた。
東上線無煙化により、1959年以降は国鉄八高線で使用されていた蒸気機関車C58形が貨物列車を牽引することになった。

## 歴史
- 1925年（大正14年）5月8日 小川町 - 大河間敷設認可[1]
- 1926年（大正15年）9月5日 小川町 - 根古屋荷扱所間開業[2]
- 1952年（昭和27年）8月15日 槻川荷扱所廃止[4]
- 1967年（昭和42年）4月1日 全線廃止

## 駅一覧
小川町駅 - 大河荷扱所 - 槻川荷扱所 - 根古屋荷扱所

## 利用状況
| 年度 | 発送貨物（トン） | 到着貨物（トン） |
| ---- | ---------------- | ---------------- |
| 1962 | 89,641           |                  |
| 1963 | 85,436           |                  |
| 1966 | 67,620           |                  |

- 埼玉県統計年鑑各年度版

## 廃線跡の現状
大部分が道路になっている。
- 根古屋荷扱所位置座標：北緯36度2分31.79秒 東経139度13分54.86秒 / 北緯36.0421639度 東経139.2319056度座標: 北緯36度2分31.79秒 東経139度13分54.86秒 / 北緯36.0421639度 東経139.2319056度